# Aída Olivier
Aída Olivier (1911-1998) fue una bailarina, exvedette y actriz de cine y teatro que nació en Buenos Aires, Argentina en 1911 y falleció en la misma ciudad el 2 de agosto de 1998.

## Carrera
Esta actriz y bailarina porteña de ascendencia francesa se había destacado como intérprete y bailarina en el género de revistas, especialmente en el Teatro Maipo en los finales de la década de 1920 y en la de 1930. Debutó en cine en 1935 en el filme Noches de Buenos Aires, dirigida por Manuel Romero [cita requerida]y dos años después trabajó en Busco un marido para mi mujer del director Arturo S. Mom. En 1938 actuó en Maestro Levita, cuya principal figura era su pareja de entonces Pepe Arias. Por esa época Olivier formó nueva pareja con el actor Arturo García Buhr, quien la dirigió en su última actuación fílmica Mi mujer, la sueca y yo en 1967. Perseguidos por Juan Domingo Perón se exilia Chile en 1951, relación que mantuvo con Buhr hasta su suicidio tras años profundo estado depresivo se suicidó de un tiro en la cabeza a los 89 años el 4 de octubre de 1995 en Buenos Aires.
En teatro se trabajó en obras como:
- El coral (1933), un espectáculo de baile.[2]
- Revistas varias (1935)
- La hora loca y Escoba nueva barre bien (ambas de 1938), con Pepe Arias, Marcos Caplán, Lely Morel, Ángela Cuenca y Alicia Barrié.
- Confesión, de Armando Discépolo, con Gloria Guzmán, Azucena Maizani, María Esther Gamas, Pepe Arias y Alejandro Farías (hermano del Dringue Farías).
- Jugando pasa la vida (1939), con Carlos Ramírez y Severo Fernández. Con la compañía de Luis César Amadori.
- ¡Decimelo con música! (1940).
- ¡Tres cosas hay en la vida! (1940).
- Quo vadis Argentinus (1944).
- Mis amadas hijas (1944)
- La invasión del buen humor (1944)
- ¡Hay «ensueños» que son mulas! (1946) con Thelma Carló, Marcos Caplán, Sofía Bozán, Dringue Farías, Gloria Ramírez y Mario Fortuna.
- ¡Qué frío andar si casco! (1946).
- La Petite Hutte (1951), que representaron en francés junto a García Buhr.
- Con agua en las manos y La pequeña cabana (ambas de 1951)
- Rigoberto (1951), junto a la Compañía Argentina de Comedias Cómicas, encabezada por Enrique Serrano, junto a Rafael Frontaura, Norma Giménez, Tono Andreu y Pepita Meliá.
- El hombre del paraguas (1957), junto a Arturo García Buhr, Helena Cortesina y Juan Serrador.[3]
- Mi mujer, la sueca y yo (1967), una insólita puesta que combinaba cine y teatro, calificando la crítica a Olivier de «gran comediante».
- Nosotros dos (1994), una comedia de Michel Dulud.

## Filmografía
Actriz
- Mi mujer, la sueca y yo (1967)
- Mi novia es un fantasma (1944) .... Ella misma
- Busco un marido para mi mujer (1938)
- Maestro Levita (1938) .... Isabel
- Noches de Buenos Aires (1935)

## Vida privada
Olivier fue mujer en los años 30 del capocómico argentino Pepe Arias. Cuando el primer actor Arturo García Buhr finaliza un romance con Tita Merello, conoce a Olivier en el teatro de revistas, comprometiéndose definitivamente con la bailarina en 1950. Juntos compartieron una vida personal y laboral por más de cuatro décadas, hasta el momento del suicidio de Burh ocurrido el 4 de octubre de 1995 a los 89 años.
La bailarina y vedette Aída Olivier falleció por causas naturales en Buenos Aires el 2 de agosto de 1998. Sus restos descansan en el panteón de la Asociación Argentina de Actores del Cementerio de la Chacarita.